# De Staat van Stasse
De Staat van Stasse is een Nederlands radioprogramma van KRO-NCRV, uitgezonden op NPO Radio 2. De presentatie is in handen van Stefan Stasse. Het programma werd van 2 september 2013 tot 21 december 2023, van maandag tot en met donderdag uitgezonden tussen 20.00 en 22.00 uur. Het programma bestaat uit verschillende onderdelen, afgewisseld door muziek. En hoewel de dagelijkse actualiteiten in De Staat van Stasse onder de loep worden genomen, is er vooral ruimte voor het unieke en persoonlijke verhaal van de gewone mens.
Het programma leidt aan het einde van de twee uur tot een ontknoping wanneer Stefan de staat van de dag opmaakt: 'De Staat van Stasse'. Het is zijn eigenzinnige keuze uit alle voorvallen waaraan in de afgelopen uren aandacht is besteed. In de vorm van een brief laat hij de dag weten in welke staat deze dag hem gebracht heeft.
Een paar makers van De Staat van Stasse waren eerder verantwoordelijk voor het roemruchte Theater van het sentiment, het NPO Radio 2-programma dat in 2001 werd bekroond met de Zilveren Reissmicrofoon en in oktober 2007 met de De Gouden RadioRing, voor het beste radioprogramma van Nederland.

## Einde programma
Het programma stond in 2017 op punt om te vallen in de nasleep van een herprogrammering vanwege Annemieke Schollaardt en Rob Stenders. Luisteraars reageerden furieus en het programma werd gehandhaafd. Op 21 december 2023 werd dan definitief afscheid genomen van het programma. Het kreeg een “staatsbegrafenis” zoals Stasse het omschreef. De necrologie van het programma werd verzorgd door vaste nieuwslezer van Radio 2, Matijn Nijhuis. Sanne Wallis de Vries, Frédérique Spigt en Roxanne Hazes kwamen zingen en hijzelf zong een duet met zijn dochter. Uitzending vond plaats vanuit theater City of Wesopa in Weesp, dan woonplaats van Stasse; een uitzending vanuit Nederlands Uitvaart Museum Tot Zover op De Nieuwe Ooster vonden ze net te ver gaan. Het slot werd uitgevoerd als figuurlijke en letterlijke uitvaart. Na slot van de toespraak van Nijhuis, stapte het gezelschap in een bootje. Stasse vond het programma te veel bij Radio 2 horen en hief het op. Hij begint op 5 januari 2024 met Magical Mystery Tour, naar het album van The Beatles, dit maal voor NPO Radio 5.